# Roman Valeš
Roman Valeš (Nymburk, 6 marzo 1990) è un calciatore ceco, portiere del Bohemians 1905.